# Stromile Swift
Stromile Swift (Shreveport, Luisiana, 21 de noviembre de 1979) es un exjugador de baloncesto estadounidense que jugó nueve temporadas en la NBA. Con 2,06 metros de altura, jugaba en la posición de ala-pívot. 

## Trayectoria deportiva

### Universidad
Jugó durante dos temporadas con los Tigers de Universidad de Louisiana State, y lideró a su equipo en su segundo año llevándolo a los octavos de final de la NCAA, al promediar 16,2 puntos y 8,2 rebotes.

### Profesional
Fue elegido por Vancouver Grizzlies en el segundo puesto del Draft de la NBA de 2000. 
Tras una primera temporada discreta, donde tan solo promedió 4,9 puntos y 3,6 rebotes por partido, siguieron otras cuatro, ya con el equipo en Memphis, donde, mejoró algo su rendimiento (rondó los 10 puntos y 6 rebotes por partido). 
En agosto de 2005 firmó como agente libre por los Houston Rockets, por 4 años y $22 millones. Pero al comienzo de la segunda temporada fue traspasado de nuevo a los Grizzlies a cambio de Shane Battier.
El 1 de febrero de 2008 salió la noticia del traspaso de Stromile a New Jersey Nets a cambio de Jason Collins, aunque no es hasta el 4 de febrero que se oficializa.
El 1 de marzo de 2009 fue cortado por los Nets y a los tres días fichó por Phoenix Suns hasta final de temporada.
Stromile Swift firmó con los 76ers en septiembre de 2009, pero fue cortado el 12 de octubre antes del inicio de la temporada. Por lo que decidió firmar con los Shandong Lions de la CBA en diciembre de 2009, siendo su último equipo como profesional.

## Estadísticas de su carrera en la NBA

### Temporada regular
| Año     | Equipo     | PJ  | PT | MPP  | %TC  | %3P   | %TL  | RPP | APP | ROB | TPP | PPP  |
| ------- | ---------- | --- | -- | ---- | ---- | ----- | ---- | --- | --- | --- | --- | ---- |
| 2000–01 | Vancouver  | 80  | 6  | 16.4 | .451 | .000  | .603 | 3.6 | .4  | .8  | 1.0 | 4.9  |
| 2001–02 | Memphis    | 68  | 14 | 26.5 | .480 | .000  | .711 | 6.3 | .7  | .8  | 1.7 | 11.8 |
| 2002–03 | Memphis    | 67  | 26 | 22.1 | .481 | .000  | .722 | 5.7 | .7  | .8  | 1.5 | 9.7  |
| 2003–04 | Memphis    | 77  | 10 | 19.8 | .469 | .250  | .725 | 4.9 | .5  | .7  | 1.5 | 9.4  |
| 2004–05 | Memphis    | 60  | 14 | 21.3 | .449 | .000  | .758 | 4.6 | .7  | .7  | 1.5 | 10.1 |
| 2005–06 | Houston    | 66  | 5  | 20.4 | .491 | .000  | .651 | 4.4 | .4  | .6  | .8  | 8.9  |
| 2006–07 | Memphis    | 54  | 18 | 19.1 | .465 | .000  | .724 | 4.6 | .3  | .6  | 1.1 | 7.8  |
| 2007–08 | Memphis    | 35  | 4  | 15.7 | .525 | .000  | .642 | 3.7 | .6  | .3  | 1.0 | 6.8  |
| 2007–08 | New Jersey | 21  | 0  | 14.0 | .477 | .000  | .750 | 3.3 | .2  | .2  | .9  | 5.0  |
| 2008–09 | New Jersey | 6   | 0  | 10.7 | .600 | .000  | .455 | 2.2 | .2  | .0  | .3  | 3.8  |
| 2008–09 | Phoenix    | 13  | 0  | 9.3  | .366 | 1.000 | .533 | 2.5 | .2  | .3  | .5  | 3.0  |
| Total   | Total      | 547 | 97 | 19.8 | .473 | .074  | .699 | 4.6 | .5  | .6  | 1.2 | 8.4  |

### Playoffs
| Año     | Equipo  | PJ | PT | MPP  | %TC  | %3P  | %TL  | RPP | APP | ROB | TPP | PPP |
| ------- | ------- | -- | -- | ---- | ---- | ---- | ---- | --- | --- | --- | --- | --- |
| 2003–04 | Memphis | 4  | 0  | 18.5 | .346 | .000 | .750 | 4.8 | .8  | .8  | 1.5 | 6.0 |
| 2004–05 | Memphis | 3  | 0  | 16.0 | .600 | .000 | .571 | 4.7 | .3  | .3  | .0  | 9.3 |
| Total   | Total   | 7  | 0  | 17.4 | .457 | .000 | .667 | 4.7 | .6  | .6  | .9  | 7.4 |